# Rory Finneran
Rory James Finneran (Irlanda, 29 de febrero de 2008) es un futbolista irlandés. Juega de pivote y su equipo actual es el Newcastle United Football Club de la Premier League, milita en las categorías juveniles.

## Trayectoria
Rory se incorporó a la categoría infantil sub-8 en Blackburn Rovers Football Club, realizó toda su formación como futbolista en el club inglés.
Para la temporada 2022-23 fue ascendido al equipo sub-18, a pesar de ser categoría sub-15. Debutó en la fecha 10 de la Premier League sub-18 con 14 años, jugó los 7 minutos finales contra Sunderland pero perdieron 1-3. Jugó 7 partidos en la categoría y finalizaron el campeonato en décima posición.
Fue convocado para jugar la IberCup sub-15 de 2023 durante abril. Fue el capitán y llegaron a la final contra Sporting de Lisboa, el favorito y local, tras un partido parejo que perdían 1-0, en el último minuto lograron empatar, lo que forzó la tanda de penales que ganaron 2-4.
En la temporada 2023-24 debutó con 15 años en la fecha 5 de la Premier League sub-21, el 24 de septiembre de 2023, fue titular contra Aston Villa pero perdieron 2-3.
Tuvo su primera oportunidad con el primer equipo el 12 de diciembre, en la fecha 21 del campeonato de segunda división, fue al banco de suplentes por primera vez, como el más joven en la historia del club, vencieron 2-1 a Bristol City pero no tuvo participación.
Debutó como profesional el 6 de enero de 2024, el entrenador Jon Dahl Tomasson lo hizo ingresar al minuto 91 para enfrentar a Cambridge United y ganaron 5-2 en el Ewood Park ante más de 8300 espectadores, en lo que fue la tercera ronda de FA Cup. Disputó su primer encuentro oficial con 15 años, 10 meses y 8 días, se convirtió en el jugador más joven en la historia de Blackburn Rovers en tener minutos. Utilizó la camiseta número 46, que fue especial, no podía usar la normal porque tenía un sponsor de cigarros electrónicos.
A mitad de 2024 fue fichado por Newcastle United Football Club, para continuar su formación juvenil.

## Selección nacional
Ha sido internacional con la selección de fútbol de Irlanda en las categorías juveniles sub-15, sub-16, sub-17 y sub-18.
El 27 de septiembre de 2022 fue convocado por primera vez para entrenar con la selección sub-15 de Irlanda. Fue confirmado para jugar un torneo amistoso en Croacia.
Debutó con Irlanda el 19 de octubre de 2022, fue titular en el amistoso sub-15 contra Chipre y ganaron 2-1. Dos días después volvió a ser titular, esta vez para medirse ante España, estuvo 50 minutos en cancha pero perdieron 4-0. En el último partido del torneo jugaron contra los locales, Croacia, no tuvo minutos y perdieron 3-2.
Fue un habitual en las convocatorias, fue el capitán por primera vez en un amistoso contra la sub-16 de Australia. Jugaron el Torneo della Nazioni en el cual llegaron a la final y se midieron contra Italia sub-15, fue el capitán y ganaron 1-2. Defendió la sub-15 de Irlanda en 13 oportunidades.
La Asociación de Fútbol de Irlanda lo reconoció como el mejor jugador sub-15 de la temporada 2022-23.
Debido a su buen rendimiento y proyección lo convocaron a la selección sub-17 para jugar 2 amistosos en Bélgica contra la selección local, a pesar de dar ventaja en la edad. Debutó en la nueva categoría el 9 de septiembre de 2023, ingresó al comienzo del segundo tiempo para enfrentar a los belgas y empataron sin goles. En la revancha fue titular y se llevaron la victoria con un 0-1.
Fue confirmado para jugar la Clasificación al Campeonato Europeo Sub-17 de la UEFA 2024. Debutó en una competición oficial el 11 de octubre de 2023, en la primera fecha del grupo, ingresó al minuto 68 y vencieron 4-0 a Armenia. Volvió a tener minutos contra Islandia, jugó los 30 minutos finales y empataron sin goles. Finalizó como titular, fue parte del mediocampo frente a Suiza, empataron nuevamente 0-0 y clasificaron a la siguiente ronda.

## Estadísticas

### Clubes
Actualizado al último partido citado el 6 de enero de 2024.
| Club                              | Div.          | Temporada     | Liga  | Liga  | Liga   | Copas nacionales | Copas nacionales | Copas nacionales | Copas internacionales | Copas internacionales | Copas internacionales | Total | Total | Total  |
| Club                              | Div.          | Temporada     | Part. | Goles | Asist. | Part.            | Goles            | Asist.           | Part.                 | Goles                 | Asist.                | Part. | Goles | Asist. |
| --------------------------------- | ------------- | ------------- | ----- | ----- | ------ | ---------------- | ---------------- | ---------------- | --------------------- | --------------------- | --------------------- | ----- | ----- | ------ |
| Blackburn Rovers F. C. Inglaterra | 2.ª           | 2023-24       | 0     | 0     | 0      | 1                | 0                | 0                | —                     | —                     | —                     | 1     | 0     | 0      |
| Blackburn Rovers F. C. Inglaterra | Total club    | Total club    | 0     | 0     | 0      | 1                | 0                | 0                | 0                     | 0                     | 0                     | 1     | 0     | 0      |
| Total carrera                     | Total carrera | Total carrera | 0     | 0     | 0      | 1                | 0                | 0                | 0                     | 0                     | 0                     | 1     | 0     | 0      |
| 1.                                |               |               |       |       |        |                  |                  |                  |                       |                       |                       |       |       |        |

### Selección
Actualizado al último partido citado el 7 de junio de 2025.
| Selección         | Temporada         | Continental | Continental | Continental | Mundial | Mundial | Mundial | Amistosos | Amistosos | Amistosos | Total | Total | Total  |
| Selección         | Temporada         | Part.       | Goles       | Asist.      | Part.   | Goles   | Asist.  | Part.     | Goles     | Asist.    | Part. | Goles | Asist. |
| ----------------- | ----------------- | ----------- | ----------- | ----------- | ------- | ------- | ------- | --------- | --------- | --------- | ----- | ----- | ------ |
| Sub-15 Irlanda    | 2022              | —           | —           | —           | —       | —       | —       | 4         | 0         | 0         | 4     | 0     | 0      |
| Sub-15 Irlanda    | 2023              | —           | —           | —           | —       | —       | —       | 9         | 0         | 0         | 9     | 0     | 0      |
| Sub-15 Irlanda    | Total sel.        | 0           | 0           | 0           | 0       | 0       | 0       | 13        | 0         | 0         | 13    | 0     | 0      |
| Sub-16 Irlanda    | 2023              | —           | —           | —           | —       | —       | —       | 2         | 0         | 0         | 2     | 0     | 0      |
| Sub-16 Irlanda    | Total sel.        | 0           | 0           | 0           | 0       | 0       | 0       | 2         | 0         | 0         | 2     | 0     | 0      |
| Sub-17 Irlanda    | 2023-24           | 6           | 0           | 0           | —       | —       | —       | 2         | 0         | 0         | 8     | 0     | 0      |
| Sub-17 Irlanda    | 2024-25           | 5           | 0           | 0           | —       | —       | —       | 2         | 1         | 0         | 7     | 1     | 0      |
| Sub-17 Irlanda    | Total sel.        | 11          | 0           | 0           | 0       | 0       | 0       | 4         | 1         | 0         | 15    | 1     | 0      |
| Sub-18 Irlanda    | 2025              | —           | —           | —           | —       | —       | —       | 2         | 0         | 0         | 2     | 0     | 0      |
| Sub-18 Irlanda    | Total sel.        | 0           | 0           | 0           | 0       | 0       | 0       | 2         | 0         | 0         | 2     | 0     | 0      |
| Total selecciones | Total selecciones | 11          | 0           | 0           | 0       | 0       | 0       | 21        | 1         | 0         | 32    | 1     | 0      |
| 1.                |                   |             |             |             |         |         |         |           |           |           |       |       |        |

## Palmarés

### Distinciones individuales
| Distinción                                                                   | Año  |
| ---------------------------------------------------------------------------- | ---- |
| Mejor jugador sub-15 de la temporada para la Asociación de Fútbol de Irlanda | 2023 |